# Terence Todman

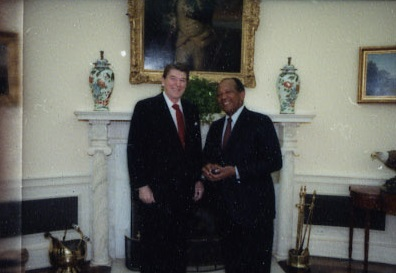
Ronald Reagan et Terence Todman

Terence Alphonso Todman né le 13 mars 1926 à Saint Thomas, Îles Vierges américaines et mort le 13 août 2014 dans la même ville était un diplomate américain.
Il a été ambassadeur des États-Unis au Tchad, en Guinée, au Costa Rica, en Espagne, au Danemark et en Argentine.
En 1990, il a reçu le rang d'ambassadeur de carrière (en).

## Biographie et carrière militaire
Il est né à Saint Thomas, Îles Vierges américaines, le 13 mars 1926. Il a été enrôlé et a servi au Japon de 1945 à 1949.

## Études
Terence est diplômé de l'Université interaméricaine de Porto Rico summa cum laude et a obtenu un diplôme MPA de la Maxwell Graduate School of Citizenship and Public Affairs de l'Université de Syracuse, qui est la première et la plus prestigieuse des écoles supérieures d'administration publique. Pendant son mandat d'ambassadeur en Guinée, son ambassade était sous écoute clandestine du KGB, Union soviétique. Sa nomination en tant qu'ambassadeur du Costa Rica en 1974 a représenté le premier Afro-Américain à recevoir le titre dans un pays hispanophone.

## Famille
Il a épousé Doris Weston, ils ont eu quatre enfants. Todman était membre de la fraternité Alpha Phi Alpha. Il a été administrateur du groupe Exxcel. Le 13 août 2014, il est décédé à l'âge de 88 ans dans un hôpital de Saint Thomas dans les îles Vierges américaines.